# Gilles d'Orval
Gilles d'Orval (Aegidius Aureaevallensis en latin) est un moine cistercien d'Orval, et historien du XIIIe siècle. 

## Biographie
Originaire de la principauté de Liège, il vécut et travailla à l'abbaye d'Orval, dont il était le prieur en 1241, dans le diocèse de Trèves. Il est essentiellement connu pour sa Gesta episcoporum Leodiensium (Histoire des évêques de Liège) qu'il compila entre 1247 et 1251. Il s'agit de l'histoire du diocèse dont il est originaire et de ses évêques de 1048 à 1247. Il réalise au même moment une version résumée de son œuvre, Gesta episcoporum Leodensium abbreviata.

## Œuvres
En tant qu'historien, Gilles fut peu critique vis-à-vis de ses sources dont les principales étaient Hériger de Lobbes et Anselme de Liège.
- « Aegidii Aureaevallensis gesta episcoporum Leodiensium », dans M.G.H., SS, t. XXV, Hanovre, 1880, 129 p. (lire en ligne) (version éditée par Johannes Heller)